# فالتر غروبيوس
فالتر جورج أدولف غروبيوس (بالألمانية: Walter Gropius)‏ (18 مايو 1883 - 5 يوليو 1969) هو المهندس المعماري الألماني ومؤسس باوهاوس من جانب لودفيغ ميس فان دير روه ولو كوربوزييه، يعتبر على نطاق واسع بوصفه واحدا من رواد الهندسة المعمارية الحديثة والمباني، معماري ألماني كان له تأثير كبير على المعمار الحديث بوصفه مهندسًا معماريًا ومعلمًا على حد سواء. ولعل جروبيوس اشتهر أكثر بوصفه مؤسس كلية الباوهاوس للتصميم في ألمانيا.

## بداية
عمل بين عامي 1908م و1910م مساعدًا أول للمعماري الألماني بيتر بيرنز. وتعاون مع أدولف ماير في تصميم مصنع أعمال فاجُوس في ألفلد عامي 1910م و1911م، بالإضافة إلى مصنع نموذجي لمعرض في كولون عام 1914م. وتم تشييد المبنيين في غالبهما من الزجاج والحديد الصلب، وهما مادتان كثيرًا ما يشار إليهما على أنهما يرمزان لخصائص الحضارة الصناعية الحديثة.

## الباوهاوس
في عام 1919م أسس جروبيوس كلية الباوهاوس في فايمار، وقام بتعيين رسامين ونحاتين ومعماريين ومصممين بارزين للتدريس فيها، من بينهم فاسيلي كاندنسكي وبول كلي، ولازلو موهولي ناغي وأوسكار شليمر، كما كان إرنست نيوفيرت صاحب كتاب نيوفيرت من أوائل تلاميذه ومساعديه. وصمم جروبيوس المباني الجديدة للكلية لدى انتقالها إلى ديسو عام 1925م. وتميزت هذه المباني بأنها منظومة غير متساوية من الأشكال التكعيبية استخدمت فيها أنواع من الزجاج الشفاف والعاكس. انظر: باوهاوس.
في عام 1928م استقال جروبيوس من منصبه مديرًا لكلية باوهاوس وعاد لممارسة العمل الخاص في برلين، ثم هرب إلى إنجلترا عندما استولى النازيون على السلطة في ألمانيا عام 1934م. واستقر في الولايات المتحدة عام 1937م، وعمل رئيسًا لشعبة المعمار بجامعة هارفارد عام 1938م وحتى عام 1952م. ومن خلال هذا المنصب نشر جروبيوس عديدًا من النظريات حول المعمار الأوروبي الحديث في جميع أنحاء الولايات المتحدة.

## التفكير
وكان جروبيوس يعتقد بضرورة تصميم المباني بالتعاون مع المعماريين والمصمِّمين الآخرين. في عام 1946م، أنشأ جروبيوس وبعض تلاميذه السابقين مجموعة المعماريين التعاونيين تاك. وكان أول مشروع ضخم صممته المجموعة هو مركز الخريجين في هارفارد عام 1948م. كما صممت تاك مبنى شركة بان أمريكان في مدينة نيويورك عام 1958م، ومبنى سفارة الولايات المتحدة في أثينا عام 1959م، ومبنى كنيدي الفيدرالي في بوسطن عام 1961م، ومصنع دوزنتال للخزف الصيني في سيلب بألمانيا عام 1965م.

## اسهامات والتر في الدول العربية
من أهم مساهمات فالتر غروبيوس في العالم العربي هو تصميمه لجامعة بغداد، وبطلب من الحكومة العراقية (مجلس الاعمار) في العهد الملكي صمم فالتر جامعة بغداد بكافة اقسامها وتفاصيلها لكن الاحداث السياسية اخرت اكتمال البناء إلى مابعد وفاته.

## معرض صور

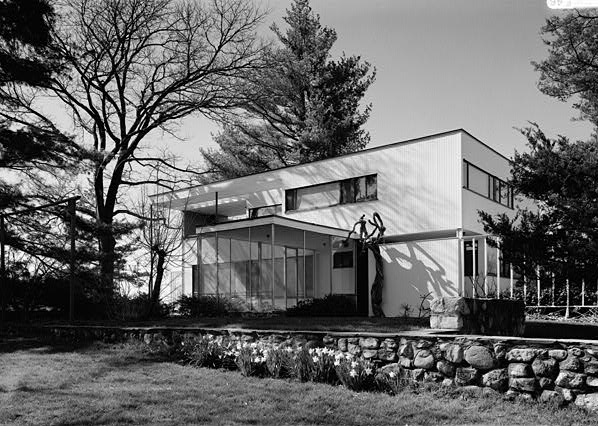
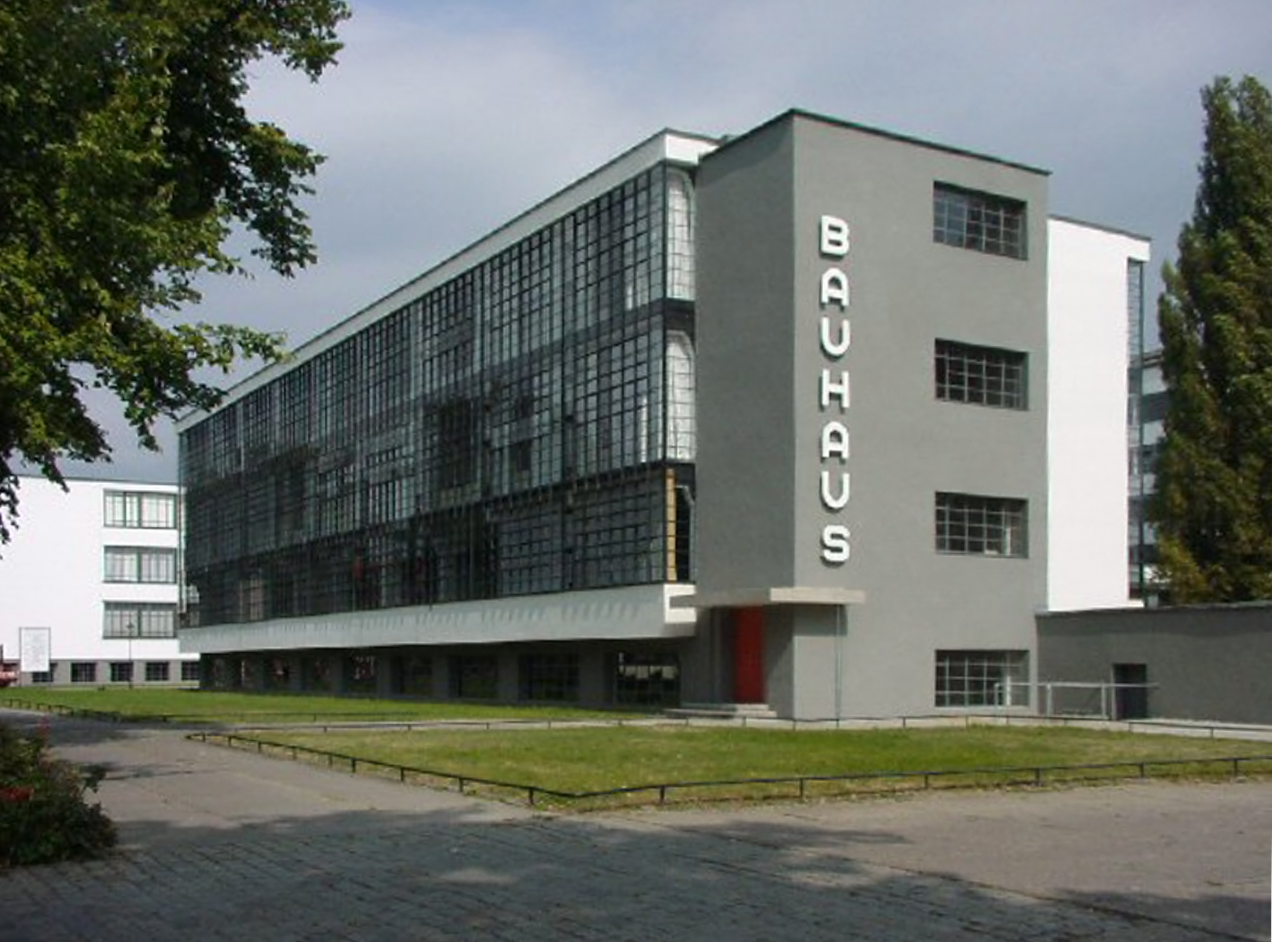
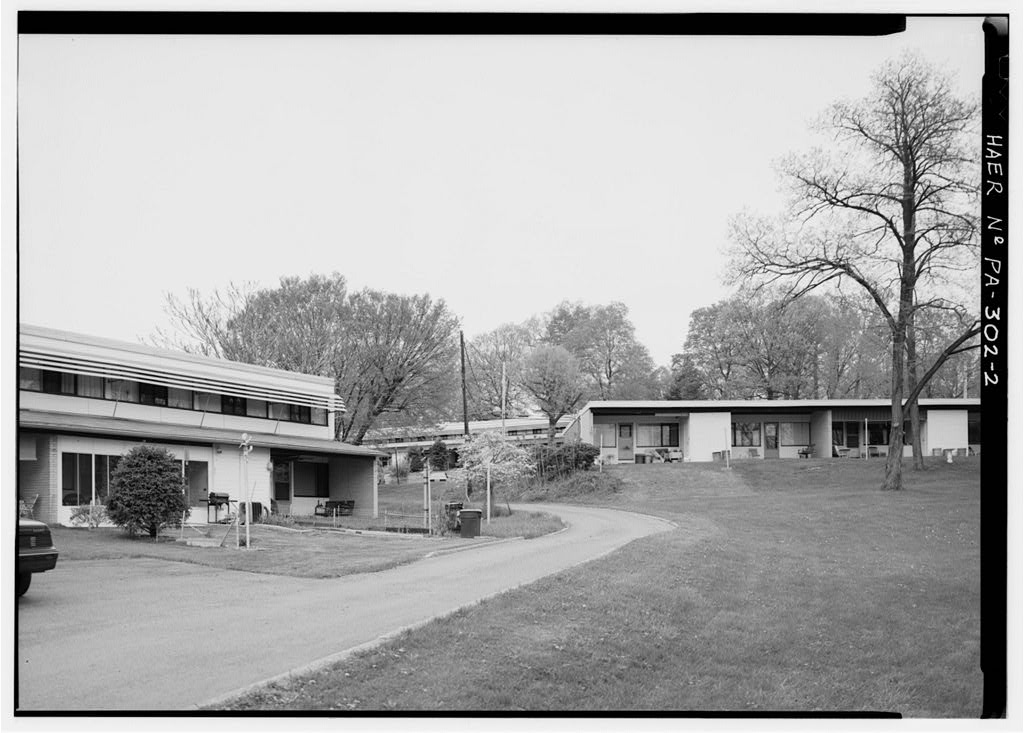
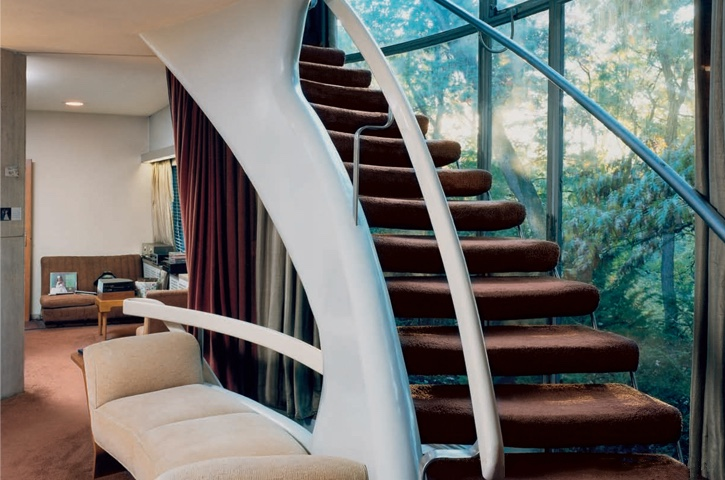

## روابط خارجية
- فالتر غروبيوس على موقع IMDb (الإنجليزية)
- فالتر غروبيوس على موقع الموسوعة البريطانية (الإنجليزية)
- فالتر غروبيوس على موقع مونزينجر (الألمانية)
- فالتر غروبيوس على موقع إن إن دي بي (الإنجليزية)
- فالتر غروبيوس على موقع ديسكوغز (الإنجليزية)
- فالتر غروبيوس على موقع كينوبويسك (الروسية)
- فالتر غروبيوس على موقع أوليمبيديا (الإنجليزية)